# Cariri Oriental (tiểu vùng)
Cariri Oriental là một tiểu vùng thuộc bang Paraíba, Brasil. Tiều vùng này có diện tích 4242 km², dân số năm 2007 là 59915 người.